# Matjaž Koželj
Matjaž Koželj, slovenski plavalec, * 12. marec 1970, Maribor
Matjaž Koželj je leta 1989 na evropskem prvenstvu v plavanju v Bonnu osvojil bronasto medaljo v disciplini 200 m delfin. Na olimpijskih igrah 1992 je v svoji disciplini (200 m delfin) zasedel 17. mesto. Študiral je v ZDA, kjer je leta 1994 na Univerzi Kalifornije v Los Angelesu (UCLA) končal študij fizike.